# Malenka
Genre
Malenka est un genre d'insectes plécoptères de la famille des Nemouridae.

## Distribution
Les espèces de ce genre se rencontrent en Amérique du Nord.

## Liste des genres
Selon Plecoptera Species File :
- Malenka bifurcata (Claassen, 1923)
- Malenka biloba (Claassen, 1923)
- Malenka californica (Claassen, 1923)
- Malenka coloradensis (Banks, 1897)
- Malenka cornuta (Claassen, 1923)
- Malenka depressa (Banks, 1898)
- Malenka flexura (Claassen, 1923)
- Malenka marionae (Hitchcock, 1958)
- Malenka murvoshi Baumann & Kondratieff, 2010
- Malenka perplexa (Frison, 1936)
- Malenka tina (Ricker, 1952)
- Malenka wenatchee (Ricker, 1965)

## Publication originale
- Ricker, 1952 : Systematic studies in Plecoptera. Indiana University Publications Science Series, n. 18, p. 1-200.